# Письмо пятнадцати
Письмо пятнадцати — обращение к председателю Верховного Совета Автономной республики Крым Владимиру Константинову, составленное в процессе аннексии Крыма Россией (24 февраля 2014 года) и подписанное 25 февраля 2014 года представителями крымского научного, творческого и просветительского сообщества. Авторы послания изъявили «волю народа», предложив вернуться к Конституции Крыма 1992 года и провести референдум о статусе Крыма.

## История
Вечером 24 февраля 2014 года, по инициативе политолога Андрея Никифорова, на тот момент советника Председателя Верховного Совета Автономной Республики Крым, группа крымских экспертов, общественников, политологов и журналистов собралась в Русском культурном центре в Симферополе, чтобы обсудить ситуацию на Украине и согласовать план действий, исходя из неё. Единогласно было решено обратиться с письмом к крымским властям и жителям полуострова. В подготовке письма приняли участие Игорь Азаров, Сергей Баранов, Алексей Васильев, Борис Васильев, Михаил Голубев, Владимир Косов, Андрей Кратко, Андрей Мальгин, Андрей Никифоров, Анатолий Филатов и Виктор Харабуга. Утром 25 февраля 2014 года авторы письма собрались в сквере Победы, неподалёку от здания Парламента Крыма. К 9 часам Андрей Никифоров предоставил откорректированный за ночь и распечатанный окончательный текст письма.
Из тех, кто накануне составлял письмо, подписи под ним поставили: Игорь Азаров, Сергей Баранов, Алексей Васильев, Борис Васильев, Михаил Голубев, Владимир Косов, Андрей Кратко, Андрей Никифоров, Анатолий Филатов, Виктор Харабуга. К ним присоединились Александр Дремлюгин, Жан Запрута, Алексей Неживой, Юрий Розгонюк и Николай Филиппов. Затем письмо было зачитано пророссийским митингующим у стен Верховного Совета и после всеобщего одобрения — передано Председателю Верховного Совета АРК Владимиру Константинову.

## Значение и последствия
Письмо пятнадцати, подписанное 25 февраля 2014 года, по утверждению Председателя Верховного Совета Автономной Республики Крым Владимира Константинова, стало юридическим основанием для начала работы по проведению крымского референдума. Позже участникам подписания письма было создано Движение 25 февраля, направленное на «недопущение во власть Крыма носителей проукраинских идей и создание в молодой республике открытых институтов гражданского общества».